# Medaille von Haag
Die Medaille von Haag wurde Bürgern verliehen, welche am 17. November 1813  zuerst die Waffen ergriffen, um gegen die Franzosen  zu kämpfen. Auch die Zustimmung zur neuen rechtmäßigen Regierung war ausschlaggebend. Stifter war der König der Niederlande, Wilhelm I.

## Ordensdekoration
Auf der Vorderseite waren zwei Schwerter mit der  Devise „Für das Vaterland und Oranien“. Auf der Rückseite, dem Revers, in einem Lorbeer- und Eichenkranz stand in römischen Zahlen das Datum „XVII. Nov. MDCCCXIII“ .

## Ordensband
Das Ordensband hatte die Farben der Stadt, blau und gelb. 